# Польское теологическое общество

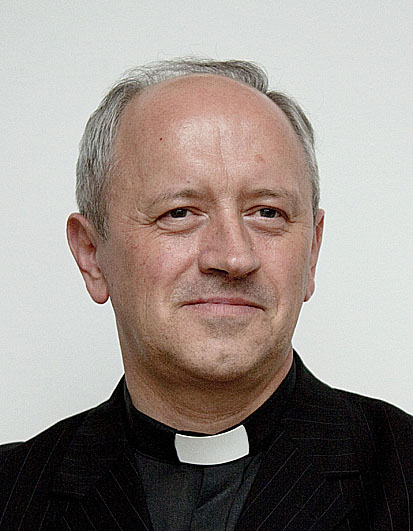
Kazimierz Panuś — председатель Польского теологического общества

Польское теологическое общество (пол. Polskie Towarzystwo Teologiczne) — польское научное общество, основанное в 1924 году во Львове по инициативе профессоров богословского факультета Университета имени Яна Казимира. Первым председателем Общества был доктор наук, профессор Львовского университета Kazimierz Wais (1924—1927 гг.). С 1946 года Общество зарегистрировано и расположено в Кракове.
Согласно Уставу, целью Общества является развитие церковных наук, особенно богословия, исследовательская, образовательная, культурная и религиозная деятельность, а также сотрудничество с другими научными обществами и католическими университетами в Польше.
В состав Общества входят 16 территориальных филиалов, 16 специализированных научных секций и издательство UNUM. По данным на 31.12.2014 года, членами Общества состояли 959 человек.
Обществом утверждена медаль (пол. Medal Zasłużony dla Polskiego Towarzystwa Teologicznego), которая вручается выдающимся католическим деятелям современности. В числе награждённых этой медалью — Иоанн Павел II (1983), архиепископ Краковский Франтишек Махарский (2000), архиепископ Ченстоховский Станислав Новак (2005).
Председателем Общества является Kazimierz Panuś — доктор богословия, профессор, почётный Капеллан Его Святейшества.
Актуальная информация о деятельности Общества публикуется на сайте www.ptt.net.pl.